# Alexander Lohmann
Alexander Lohmann (* 9. November 1968 in München) ist ein deutscher Autor von Fantasyromanen und als Lektor und Übersetzer tätig. Er wohnt mit seiner Partnerin Linda Budinger in Leichlingen. 

## Leben
Nach einigen ersten Schreibversuchen mit 18 Jahren (Das Ende der Welt), die er heute als Jugendsünde bezeichnet, absolvierte Alexander Lohmann zunächst ein Studium an der Universität zu Köln in Germanistik und Geschichte. Darauf war er als Lektor (Bastei-Verlag) und Schlussredakteur bei diversen Zeitschriften tätig. 2002 gelang ihm dann eine Veröffentlichung in der DSA Romanreihe mit Die Mühle der Tränen im Heyne Verlag. 2004 folgte mit Thronräuber ein weiterer DSA-Roman.

## Werke

### Das schwarze Auge
- Die Mühle der Tränen, 2002, ISBN 3-453-19651-1
- Thronräuber, 2004, ISBN 3-890-64512-7

### Finstervölker-Trilogie
- Gefährten des Zwielichts, Bastei-Lübbe 03/2009, ISBN 3-404-28527-1
- Der Tag der Messer, Bastei-Lübbe 08/2009, ISBN 3-404-28532-8
- Lichtbringer, Bastei-Lübbe 06/2010, ISBN 3-404-28542-5

### Einzelromane
- Ring der Elemente, 2011, ISBN 3-404-20563-4
- Im Mond des Styx, 2012, ISBN 3-404-20677-0

### Kurzgeschichten
Einige seiner über hundert Kurzgeschichten und Novellen sind abgedruckt in:  
- Udo Mörsch (Hrsg.): Schwarzer Drache. Go Verlag 2003.
- Ute Eppich (Hrsg.): Hoffnung. Geest-Verlag 2001
- Udo Mörsch (Hrsg.): Delfine im Nebel. GoVerlag 2001
- Barbara Jung (Hrsg.): Jenseits des Happy Ends. Go & BeJot 2001
- Stefanie Pappon/Ernst Wurdack (Hrsg.): Geschöpfe der Dunkelheit. Story Olympiade 2001